# بينياريس
بلدية بني الريش أو (نقحرة: بينياريس) (بالإسبانية: Beniarrés) هي بلدية تقع في مقاطعة لقنت التابعة لمنطقة بلنسية شرق إسبانيا.

## الديموغرافيا
بلغ عدد سكان بلدية بني الريش 1.295 نسمة عام 2011 (وفقاً للمعهد الوطني الإسباني للإحصاء).
| 1.464 | 1.414 | 1.387 | 1.380 | 1.335 | 1.323 | 1.295 |